# Hawkins Cirque
Der Hawkins Cirque ist ein 800 m breiter und teilweise von einem Gletscher eingenommener Bergkessel im ostantarktischen Viktorialand. In der Olympus Range liegt er nahe dem Zentrum der südlichen Kliffs des Prentice-Plateaus. Nach Süden öffnet er sich zum Oberen Wright-Gletscher.
Das Advisory Committee on Antarctic Names benannte ihn 2004 nach Jack D. Hawkins, leitender Hubschrauberpilot bei acht aufeinanderfolgenden Kampagnen im Rahmen des United States Antarctic Program zwischen 1996 und 1997.